# Przejście graniczne Łęknica-Bad Muskau
Przejście graniczne Łęknica-Bad Muskau – istniejące do 2007 polsko-niemieckie drogowe przejście graniczne, położone w województwie lubuskim, w powiecie żarskim, w miejscowości Łęknica.

## Opis
Przejście graniczne Łęknica-Bad Muskau z miejscem odprawy granicznej po stronie niemieckiej w miejscowości Bad Muskau czynne było całą dobę. Dopuszczone było przekraczanie granicy dla ruchu osobowego i mały ruch graniczny. Kontrolę graniczną osób, towarów i środków transportu wykonywała kolejno: Graniczna Placówka Kontrolna Straży Granicznej w Łęknicy, Graniczna Placówka Kontrolna Straży Granicznej w Olszynie, Placówka Straży Granicznej w Olszynie. Obie miejscowości łączył most na rzece Nysa Łużycka. Do przejścia granicznego po stronie polskiej prowadziła w miejscowości Łęknica ul. 1 Maja, a po stronie niemieckiej droga nr S127a.
21 grudnia 2007 na mocy układu z Schengen przejście graniczne zostało zlikwidowane.

### Przejście graniczne z NRD
W okresie istnienia Niemieckiej Republiki Demokratycznej (NRD) funkcjonowało w tym miejscu polsko-niemieckie drogowe przejście graniczne Łęknica. Czynne codziennie przez całą dobę. Dopuszczone było przekraczanie granicy dla ruchu osobowego. Tylko dla obywateli:
1. Ludowej Republiki Bułgarii
2. Czechosłowackiej Republiki Socjalistycznej
3. Niemieckiej Republiki Demokratycznej
4. Polskiej Rzeczypospolitej Ludowej
5. Socjalistycznej Republiki Rumunii
6. Węgierskiej Republiki Ludowej
7. Związku Socjalistycznych Republik Radzieckich
8. Mongolskiej Republiki Ludowej.

Kontrolę graniczną osób, towarów i środków transportu wykonywała Graniczna Placówka Kontrolna Łęknica.